# Musée archéologique de Velzeke

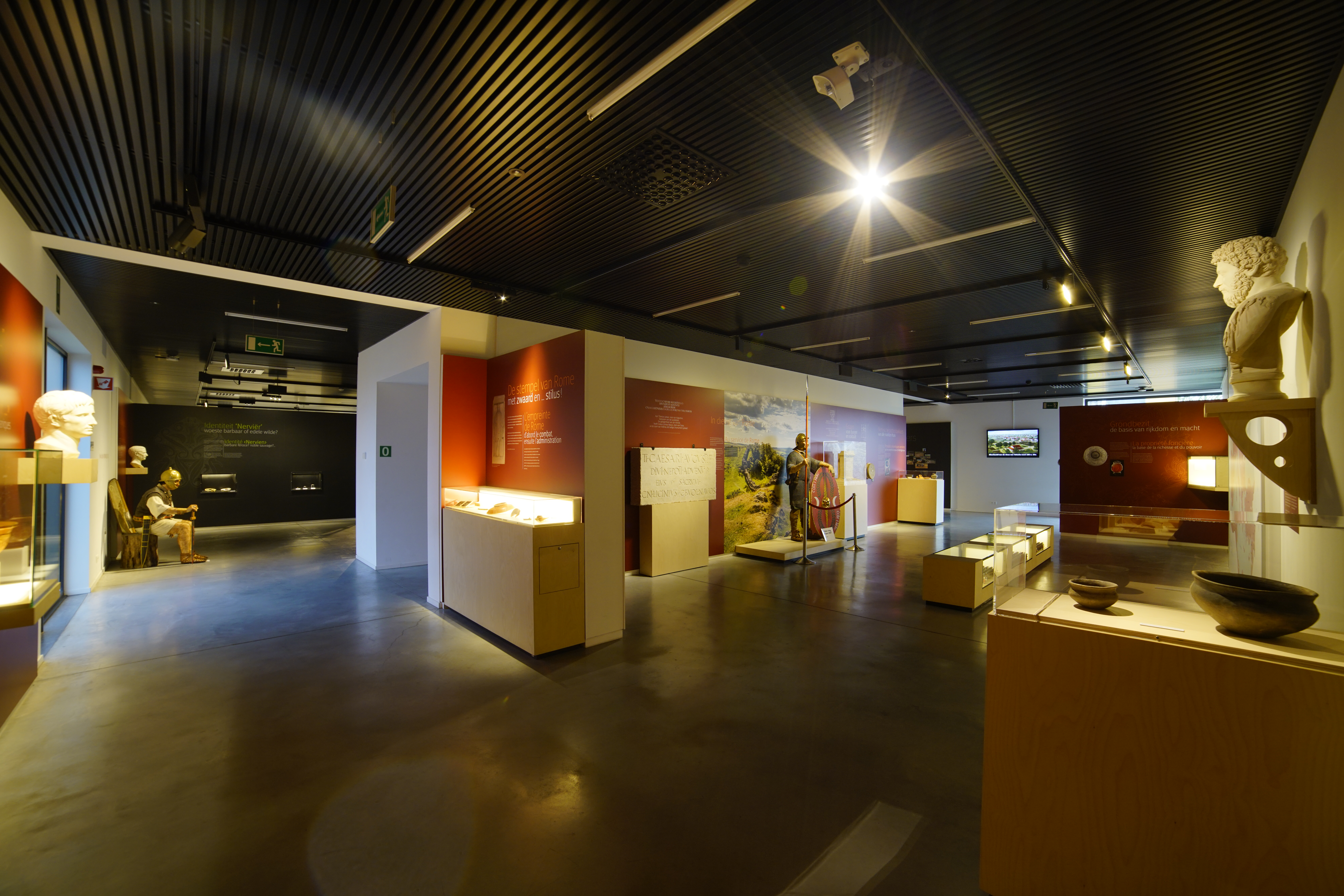
Le musée archéologique de Velzeke.

Le Musée archéologique de Velzeke (en néerlandais Archeocentrum Velzeke) est un musée, situé à Velzeke-Ruddershove, Zottegem (Belgique), consacré à la préhistoire et à l'époque gallo-romaine. 
Le musée ouvre en 1972 et une nouvelle aile est créée en 1992. En 2016, le musée est agrandi par une aile moderne et un dépôt archéologique,,,. Le trésor romain d'Everbeek est également exposé.
Des fouilles archéologiques ont été faites sur le site,. En 1971 une bouteille de verre contenant 1077 monnaies est exhumée, ainsi que la Vénus de Velzeke, une statuette de bronze. Depuis 2021 une campagne de fouilles archéologiques est en cours. Un parc archéologique doit être construit pour présenter des reconstructions de bâtisses romaines et d'une chaussée romaine. 
Le musée est situé le long de la Paddestraat, une ancienne chaussée romaine et également secteur pavé du Tour des Flandres. Il constitue le point de départ de la route touristique Voie romaine Bavay-Velzeke (Viae Romanae) qui suit le tracé de la chaussée romaine jusqu'au forum de Bavay en passant par l'Espace gallo-romain d'Ath et l'Archéosite d'Aubechies.

## Galerie

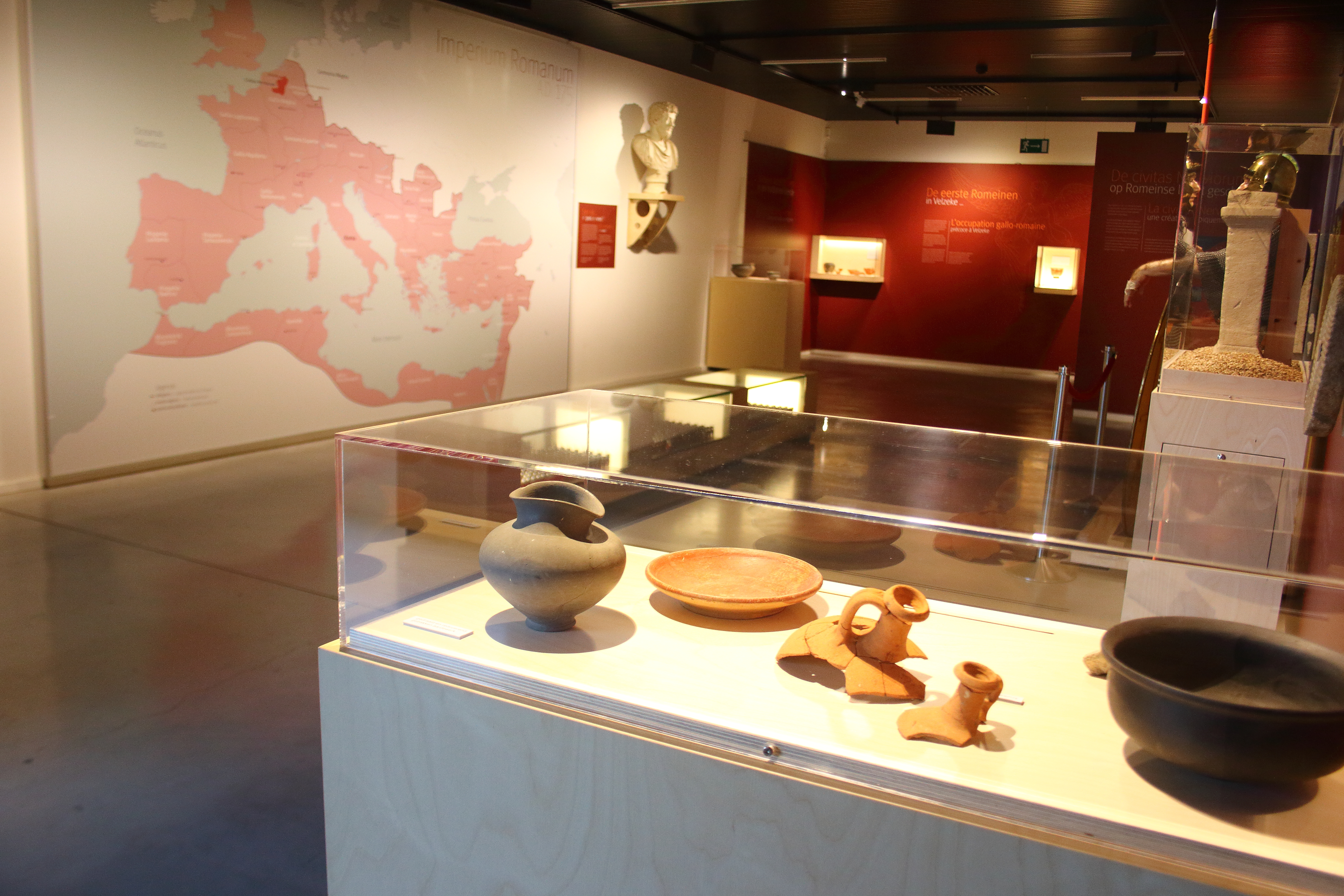
Intérieur du musée.
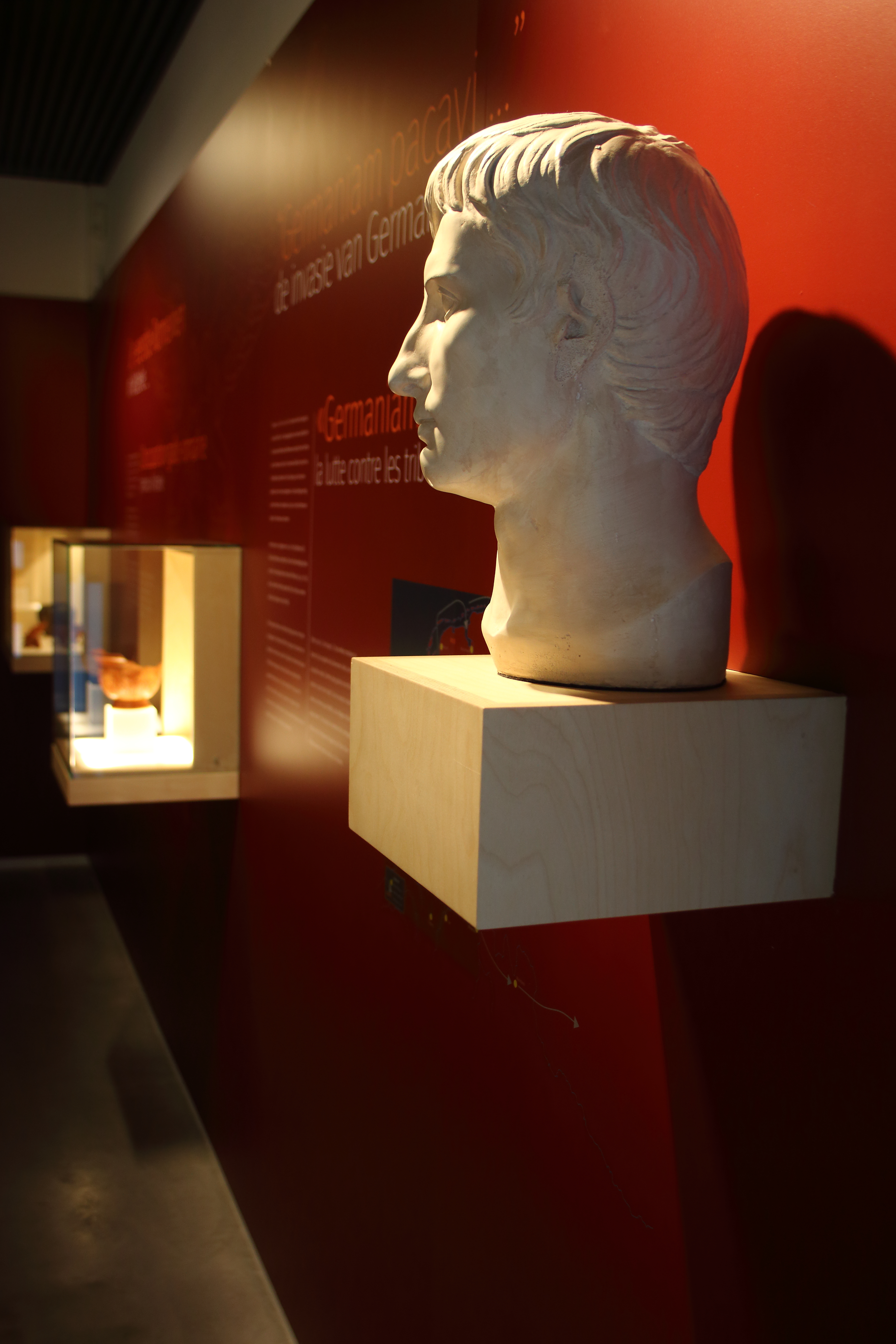
Buste.
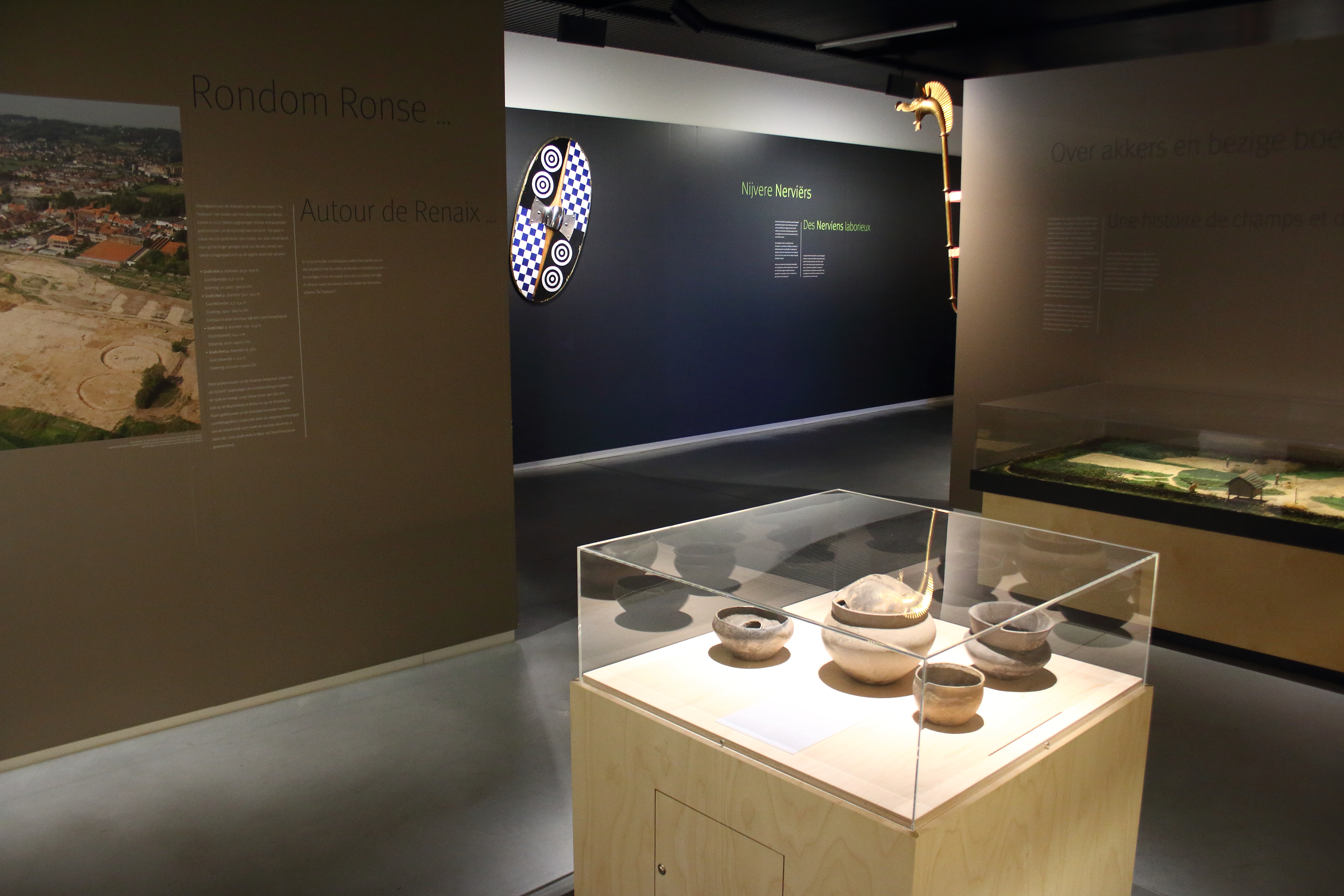
Poteries.
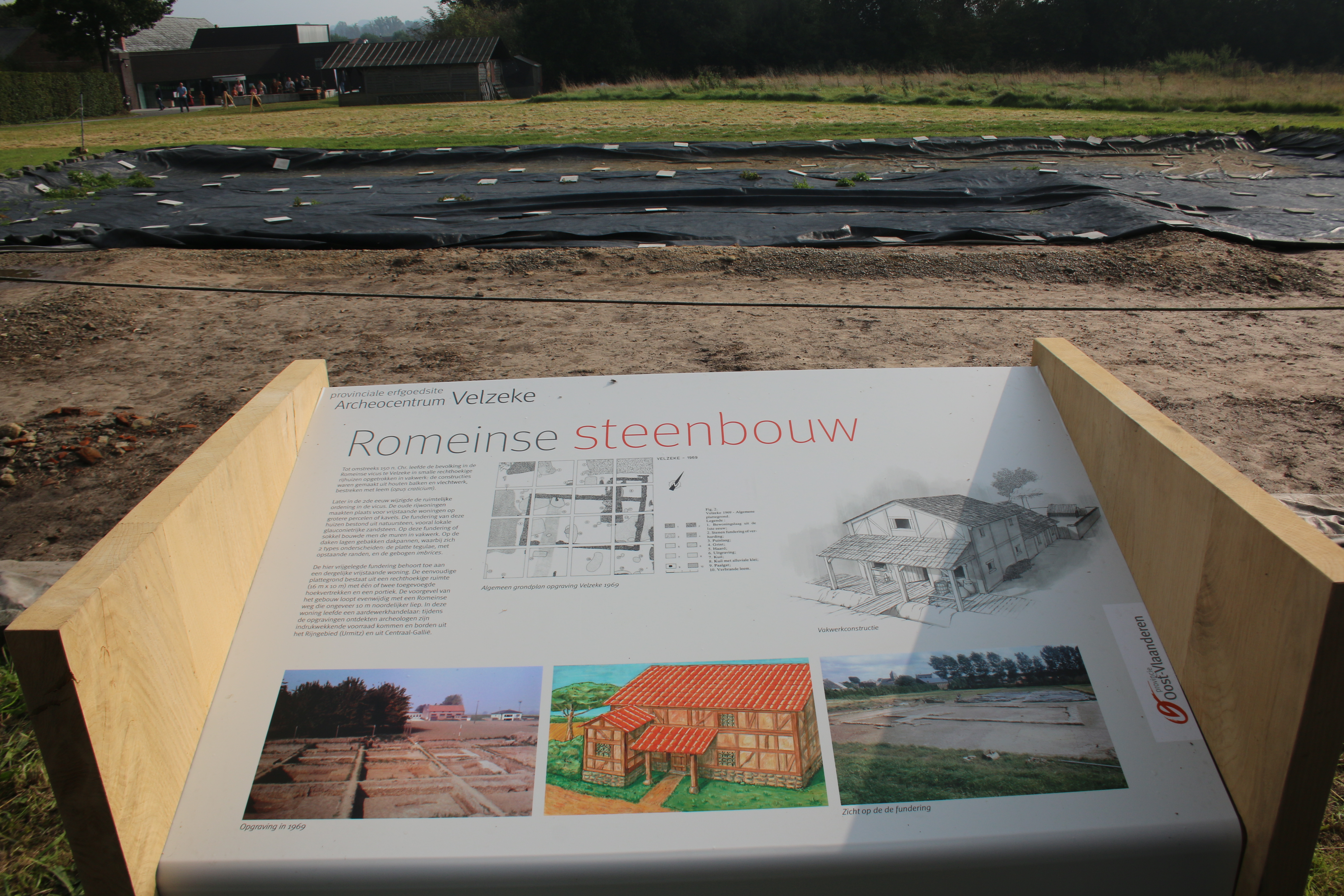
Site archéologique.
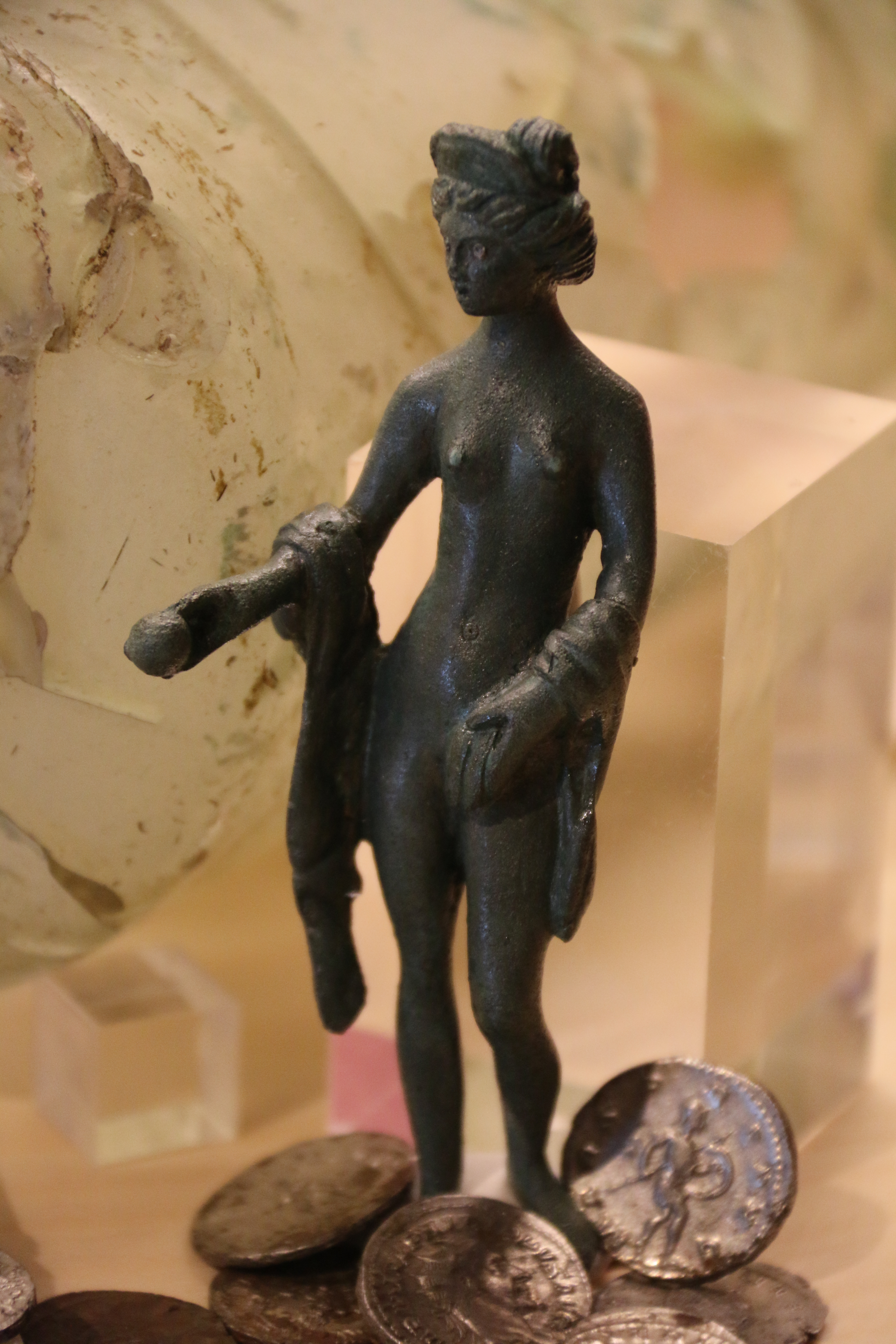
Vénus de Velzeke.